# Andrzej Ancuta

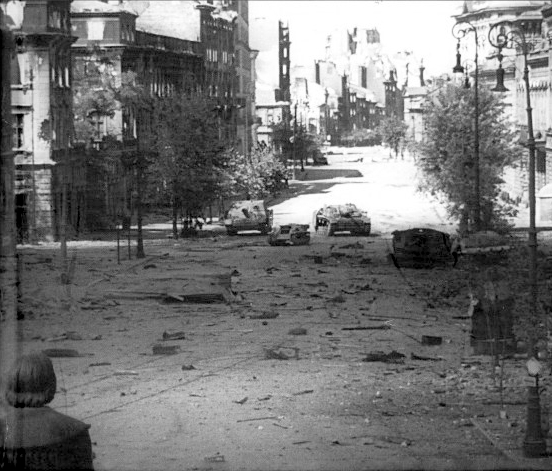
Záběr z povstání filmové kroniky Andrzeje Ancuta: Pohled na Krakowské předměstí z paláce Staszic zobrazující dvě německá obrněná vozidla podporující lehký nosič nálože Goliáše. V levém dolním rohu fragment pomníku Mikuláše Koperníka

Andrzej Ancuta, pseudonym „Coeur“, (10. února 1919 v Minsku Litewski – 14. února 2009 ve Varšavě) byl polský režisér, kameraman a fotograf.

## Životopis
Narodil se jako syn Eugenia. Během Varšavského povstání působil jako kameraman ve Filmovém oddělení při Úřadu pro informace a propagandu Velitelství domácí armády. Měl hodnost desátníka kadeta. Po kapitulaci povstaleckých jednotek se ocitl ve stalagu XVIII-C Markt Pongau. Číslo válečného zajatce: 103460.
Byl mimo jiné operátorem při výrobě jednoho z prvních poválečných polských filmů: Poslední etapa a Nezkrotné město.
V letech 1950–1996 přednášel na katedře kinematografie Filmové školy v Lodži, v letech 1958–1963 a 1969–1972 byl jejím děkanem. V letech 1975 až 1978 byl prorektorem PWSFTviT, vyučoval a od roku 1987 do roku 1990 působil jako vedoucí katedry kinematografie.
Napsal několik učebnic pro výuku kinematografie.
V roce 1998 mu byl jako uznání za vynikající výkony v umělecké činnosti a za jeho didaktickou práci udělen Řád znovuzrozeného Polska.